# Liste der Bürgermeister von Freetown

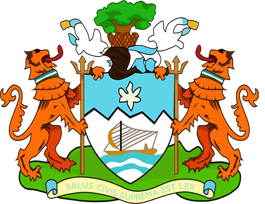
Wappen von Freetown

Dies ist eine Liste der Bürgermeister von Freetown seit der Stadtgründung im Jahre 1787. Die Stadtverwaltung wurde knapp 100 Jahre später 1895 gegründet. Der Bürgermeister der Hauptstadt von Sierra Leone, Freetown, hat seinen Sitz im Rathaus von Freetown, der Freetown City Hall.

## Bürgermeister

### 1787–1900
- ab 1845: John Ezzidio
- um 1950: William John Campbell
- ab 1865: Sir Samuel Lewis
- im 19. Jahrhundert: Emmanuel Cummings

### 1900–1955
- 1904–1912: John Henry Malamah Thomas
- Claudius Wright
- 1948–1954: Eustace Henry Taylor Cummings

### 1955–2000
- ab etwa 1961: Siaka Stevens (späterer Premierminister und Staatspräsident)
- 1966: Constance Cummings-John[1]
- 1977–1980: June Matilda Bernice Holst-Roness
- 1986–1993: Alfred Abrahim Akibo-Betts[2]

### Seit 2001
- 2004–2008: Winstanley Bankole Johnson
- 2008–2012: Herbert George Williams[3]
- 2012–?: Sam Franklyn „Bode“ Gibson
- seit 2018: Yvonne Aki-Sawyerr